# 히라이촌 (효고현)
히라이촌(平井村)은 효고현 이보군에 있던 촌이다. 현재의 다쓰노시 동단에 해당한다.

## 역사
- 1889년 4월 1일 - 정촌제 시행에 의해 잇사이군 7촌의 구역을 가지고 성립하였다.
- 1896년 4월 1일 - 이보군이 성립하여 소속이 변경되었다.
- 1909년 5월 1일 - 구와바라촌, 후세촌과 합병해, 잇사이촌이 성립하여, 동일 히라이촌은 폐지되었다.

## 교통

### 도로
현재는 하리마 자동차도로가 구촌 지역을 통과하지만, 당시에는 미개통 상태였다.

## 참고문헌
- 가도카와 일본지명대사전 28 효고현